# Paris Masters 2023
Rolex Paris Masters 2023  a fost un turneu profesionist de tenis masculin care s-a jucat pe terenuri hard acoperite. A fost cea de-a 51-a ediție a turneului și un eveniment ATP 1000 din circuitul ATP 2023. A avut loc la Accor Arena din Paris, în perioada 30 octombrie – 5 noiembrie 2023.

## Campioni

### Simplu
Pentru mai multe informații consultați Paris Masters 2023 – Simplu

### Dublu
Pentru mai multe informații consultați Paris Masters 2023 – Dublu

## Puncte și premii în bani

### Distribuția punctelor
| Probă  | C    | F   | SF  | QF  | R16 | R32 | R64 | Q   | Q2  | Q1  |
| Simplu | 1000 | 600 | 360 | 180 | 90  | 45  | 10  | 25  | 16  | 0   |
| Dublu  | 1000 | 600 | 360 | 180 | 90  | 0   | N/A | N/A | N/A | N/A |

### Premii în bani
| Probă  | C        | F        | SF       | QF       | R16     | R32     | R64     | Q2      | Q1     |
| Simplu | €892,590 | €487,420 | €266,530 | €145,380 | €77,760 | €41,700 | €23,100 | €11,830 | €6,200 |
| Dublu* | €273,850 | €148,760 | €81,720  | €45,080  | €24,780 | €13,530 | N/A     | N/A     | N/A    |

*per echipă